# داروين ويليام تيت
داروين ويليام تيت (بالإنجليزية: Darwin William Tate)‏ هو سياسي أمريكي، ولد في 22 أبريل 1889، وتوفي في 10 سبتمبر 1962. حزبياً، نشط في الحزب الديمقراطي.